# Jean Prouvost

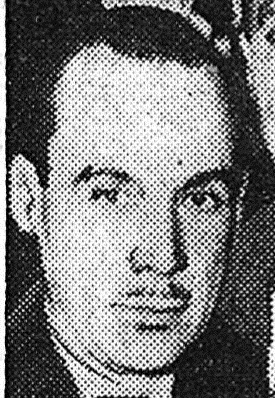
Jean Prouvost - La reorganización del ministerio Paul Reynaud, 7 de junio de 1940.

Jean Prouvost (París, 24 de abril de 1885 - Ivoy-le-Marron, Loir-et-Cher, 19 de octubre de 1978) fue un periodista y magnate de la prensa francesa. 
Nació en una familia de industriales textiles: La Lainière de Roubaix, empresa que se situará rápidamente en primera fila dentro de la industria textil europea.
Después de la Primera Guerra Mundial, Jean Prouvost se interesó por la empresa periodística. En 1924 compró Paris-Midi, que llegó a alcanzar una tirada de 4.000 ejemplares. Más tarde compró Paris-Soir, periódico que desbancó a los "cinco grandes" de la prensa popular francesa, que eran Le Petit Parisien, Le Petit Journal, Le Matin, Le Journal y L´Echo de Paris. 
Tras dirigir el diario Paris-Soir, será nombrado alto comisario de Información por el primer Gobierno colaboracionista de Pétain. 
Fue propietario del diario Le Figaro (fundado en 1866). 
Después de la Segunda Guerra Mundial, creó el Grupo Prouvost, y logró controlar, junto al industrial Beghin, una parte importante de la prensa francesa (Paris Match, Le Figaro, Le Figaro Littéraire, Marie-Claire, la revista femenina del Grupo Prouvost, que llegó a alcanzar los 985.000 ejemplares Téle 7 Jours, Week-End).
A diferencia de otros grandes magnates de la prensa, Jean Prouvost no era editor, sólo compraba periódicos y se dedicaba a su distribución. Compró Paris-Match en 1938, y lo convirtió en una revista ilustrada de información general, cuyas tiradas resultaron millonarias.
- Datos: Q3174129
- Multimedia: Jean Prouvost / Q3174129